# La folle giornata o Il matrimonio di Figaro
La folle giornata o Il matrimonio di Figaro è la seconda parte di una trilogia teatrale composta dal drammaturgo francese Pierre-Augustin Caron de Beaumarchais. Le altre opere che la compongono sono Il barbiere di Siviglia e La madre colpevole. La commedia ha avuto una celebre trasposizione nell'opera lirica Le nozze di Figaro, di Wolfgang Amadeus Mozart.

## Storia
Beaumarchais iniziò a scrivere Il matrimonio di Figaro nel 1778, in continuità con Il barbiere di Siviglia di cui riprese i personaggi e proseguì la trama. Nel 1780 l'autore presentò la pièce alla Comédie-Française che l'accettò, ma nel 1783 il re Luigi XVI si oppose all'ultimo minuto alla sua rappresentazione al teatro dei Menus-Plaisirs; Beaumarchais fece comunque conoscere il testo leggendolo nei salotti e tramite una rappresentazione privata presso il conte di Vaudreuil. Solo il 27 aprile 1784 la commedia poté essere rappresentata alla Comédie-Française riscuotendo un successo trionfale.

## Sinossi
Il matrimonio di Figaro riprende tre anni dopo la fine di Il barbiere di Siviglia, quando Figaro è promesso sposo di Susanna; entrambi i personaggi fanno parte della servitù del Conte nella sua dimora. Nei tre anni trascorsi da quando Figaro ha contribuito a forgiare il matrimonio del Conte e di Rosina, il Conte si è già annoiato del suo matrimonio, ma si è accorto della bellezza di Susanna. Il Conte cerca di far valere lo ius primae noctis, prima della luna di miele di Figaro.

### Atto primo
È la mattina del matrimonio di Susanna e Figaro. Figaro sta facendo progetti per la loro futura camera da letto, che è situata fra quella del Conte e quella della Contessa. Susanna (dapprima in modo allusivo e poi esplicitamente)  gli rivela che il Conte le sta muovendo delle avances e vuole esercitare su di lei lo ius primae noctis, pur avendo lo stesso Conte abolito tre anni fa tale diritto per il proprio matrimonio con Rosina, che ora è la Contessa (vedi la precedente commedia Il barbiere di Siviglia).
Figaro, rimasto solo, capisce, dopo la rivelazione di Susanna, il motivo per il quale il Conte voleva tenerlo lontano dal castello. Non riesce a nascondere l'amarezza per aver servito un uomo del genere e medita su cosa fare per poter celebrare le sue nozze con Susanna.
Bartolo e Marcellina arrivano in scena. Al loro passaggio, Figaro deride il dottore (che aveva ingannato e derubato nel Barbiere di Siviglia), e saluta Marcellina.
Marcellina, innamorata di Figaro, chiede l'aiuto di Bartolo per impedire le nozze: ella intende rivelare che il Conte ricatta Susanna, in modo che - pensa lei - Susanna non possa fare a meno di rifiutarsi di cedere al Conte e quest’ultimo impedirà, per vendicarsi, le nozze tra Susanna e Figaro. Giunge Susanna che si prende gioco dell'età di Marcellina.
Il paggio Cherubino dice a Susanna che il Conte lo ha mandato via, e si dispera perché è innamorato della Contessa e non potrà più vederla; egli si appropria, come ricordo, del nastro notturno che Susanna stava recando alla Contessa.
All'arrivo del Conte, Cherubino si nasconde dietro una poltrona e il Conte offre del denaro a Susanna perché ceda alle sue avances. Il Conte si nasconde quando vede arrivare Basilio. Quest’ultimo, credendo di essere solo con Susanna, la insolentisce e sostiene che Cherubino le gira intorno. Il Conte si palesa e, scoprendo Cherubino nascosto, crede che Susanna e Cherubino stiano avendo un appuntamento galante. È ancora più irritato perché Cherubino conosce ora tutti i suoi piani... Un felice diversivo: una folla di contadini e valletti invade il palcoscenico, guidata dalla Contessa e da Figaro. Quest'ultimo chiede al Conte di celebrare immediatamente l'abolizione dello ius primae noctis con il matrimonio tra Susanna e Figaro; la Contessa chiede la grazia per Cherubino. L'imbarazzato verdetto del Conte è il seguente: la cerimonia avrà luogo più tardi; quanto a Cherubino, partirà per l'esercito all'altro capo della Spagna. Ma Figaro suggerisce con discrezione a Cherubino un modo per farlo rimanere al castello.

### Atto secondo
In camera della Contessa. Susanna informa la sua padrona, pensosa e amareggiata, dei fatti di Cherubino e del Conte. Arriva Figaro, che espone il suo piano: per trarre in inganno il Conte, ha inviato a quest’ultimo un biglietto anonimo in cui lo informa che la moglie incontrerà un amante la sera stessa. Quanto a Susanna, deve organizzare un incontro con il Conte; ma sarà Cherubino, sotto mentite spoglie, ad andarci. Figaro va a prendere il paggio che, vestito da ufficiale e con in mano il suo brevetto (privo però del sigillo, osserva la Contessa), rimane con le due donne. Cherubino canta una romanza d'addio alla Contessa, che si commuove quanto lui, e ancora di più quando scopre il nastro rubato sul braccio del paggio, macchiato di sangue da una ferita. Glielo riprende, fingendo indifferenza; nello stesso momento, il Conte bussa alla porta chiusa a chiave. Cherubino corre a chiudersi nel camerino, ma fa cadere una sedia. La Contessa, in ambasce, finge che si tratti di Susanna, e il marito geloso ingiunge a quest’ultima, ovviamente senza successo, di farsi vedere; poi esce con la Contessa tremante per cercare qualcosa per forzare la serratura, ma non prima di aver chiuso a doppia mandata la camera da letto - dove Susanna, fortunatamente, è riuscita a nascondersi. Apre la porta a Cherubino, che salta dalla finestra; Susanna prende allora il posto di Cherubino. Tornano il Conte e la Contessa, la quale finalmente confessa tutto e consegna al Conte la chiave della stanza. Stupefazione: “È Susanna!”
Il Conte, avvilito, chiede perdono alla moglie che, ripresasi gradualmente, finge di aver voluto punire la sua gelosia. Il Conte si sfoga con Figaro. Ma ecco la catastrofe: il giardiniere Antonio arriva con un vaso di violacciocche schiacciate e il brevetto di Cherubino, che ha perso nella caduta. Ma Figaro, per un pelo, salva la situazione: è stato lui, dice, a saltare dalla finestra e a tenere il brevetto per farvi apporre il sigillo... Con rabbia, il Conte verifica che effettivamente il documento è privo del suo sigillo, ed è costretto a dare ragione a Figaro. Ancora una volta la folla invade il palcoscenico, con Marcellina che viene a reclamare i suoi diritti su Figaro. Basilio, rimproverato dal Conte, viene mandato in paese a chiamare i membri del tribunale. Rimaste sole, la Contessa e Susanna fanno il punto della situazione: è ormai impossibile mandare Cherubino all'appuntamento! Così la Contessa, sotto le mentite spoglie di Susanna, ci andrà lei stessa.

### Atto terzo

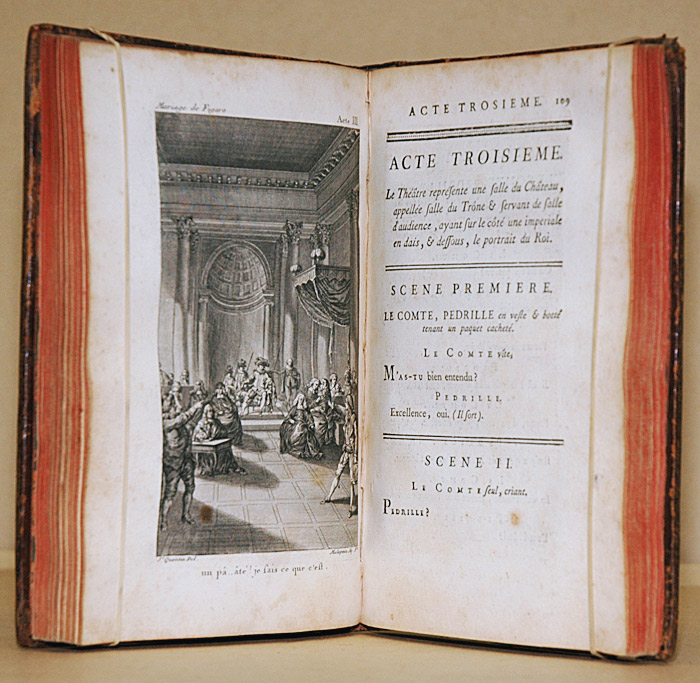
Illustrazione nell'edizione originale di Le Mariage de Figaro, atto terzo.

La “sala del trono”, utilizzata come aula di tribunale dal Gran Corregidor (il Conte), che comincia a innervosirsi fortemente. Il Conte, che si sente preso in giro da tutti, ha convocato Figaro per cercare almeno di scoprire se è a conoscenza del proprio intrigo con Susanna. Ha luogo un tête-à-tête agrodolce tra i due uomini, che stanno ugualmente in guardia. Figaro si prende gioco del Conte (con alcune battute satiriche che hanno per bersaglio dapprima la lingua inglese e poi l’arte della politica), il quale tuttavia crede di averlo scoperto: «Gli hanno detto tutto; sposerà la governante». Ma Susanna ribalta la situazione promettendo al Conte il tanto sperato appuntamento, in cambio del quale licenzierà Marcellina. Ahimè, una parola di troppo di Susanna a Figaro rivela l'intera manovra al Conte, che decide di vendicarsi: «Una buona sentenza... molto giusta...». Nel frattempo, Marcellina e poi Figaro tentano di presentare il loro caso a Brid'oison, il magistrato della circoscrizione di Almaviva, un individuo balbuziente e formalista il cui nome ricorda l'estroso magistrato di Rabelais, Bridoye. Il processo ha inizio.
Bartolo, promosso avvocato di Marcellina, e Figaro discutono a lungo sui termini della promessa di matrimonio con Marcellina a suo tempo sottoscritta da Figaro; il Conte infine decide la causa, condannando Figaro a pagare Marcellina o a sposarla. Disperato, Figaro, nato da genitori ignoti (un figlio illegittimo abbandonato che, oltre al suo status di valletto, porta su di sé lo stigma di essere un bastardo, condizione umiliante nell’Ancien Régime), si proclama gentiluomo per sfuggire al verdetto. Ma ecco il colpo di scena: i suoi “nobili genitori” si rivelano essere Marcellina e Bartolo, il quale però si rifiuta ostinatamente di sposare la madre di suo figlio. Marcellina denuncia violentemente la crudeltà maschile e vola fra le braccia di Figaro, suo figlio ritrovato. Per Marcellina, gli uomini sono ingrati, perversi, vigliacchi e dominano ingiustamente le donne; e il destino delle ragazze madri è lamentevole. 
Susanna, che arriva con il denaro donatole dalla Contessa, vedendo Figaro e Marcellina abbracciati pensa di essere stata tradita; ma l'equivoco viene subito chiarito, il Conte si infuria e Bartolo cede.

### Atto quarto
Una galleria preparata per una festa. Battute filosofiche e amorose tra i due fidanzati. La Contessa ravviva il gioco dettando a Susanna, all'insaputa di Figaro, un biglietto che dà appuntamento al Conte. Ma il progetto della Contessa è ora quello di recarsi ella stessa, travestita da Susanna, all'appuntamento col Conte. L'imprudenza di Cherubino, che arriva travestito da ragazza (una giovane contadina in mezzo a un gruppo di ragazze del villaggio) e viene presto riconosciuto, porta alla confusione del Conte, i cui disegni perversi su Ceschina (la giovanissima figlia di Antonio) vengono rivelati a tutti. La cerimonia decisa nel primo atto ha finalmente luogo, ma Figaro vede il Conte con il biglietto di Susanna in mano; un'indiscrezione della piccola Ceschina lo informa della sua origine e del luogo dell'appuntamento. Marcellina cerca di placare il figlio geloso, che ora vuole rompere il suo fidanzamento con Susanna.

### Atto quinto
Notte, in un parco. Nella scena terza, Figaro si abbandona a un lungo monologo in cui medita sulla sua difficile vita confrontandola con quella facile del Conte, il quale ora vuole soffiargli la fidanzata. Figaro, rievocando (fra l'altro) le proprie vicissitudini di autore cui è stato impedito di scrivere liberamente, critica l'istituzione della censura: 
Il Conte deve ora affrontare una coalizione (la Contessa, Figaro e Susanna) che finirà per trionfare su di lui. Il Conte fa delle avances sempre più esplicite nei confronti di colei che crede essere Susanna (ma che in realtà è la Contessa sotto mentite spoglie). Messo in ridicolo durante un appuntamento galante che in realtà era una trappola, si inginocchia davanti alla moglie e le chiede perdono davanti a tutto il villaggio, mentre Figaro sposa finalmente Susanna.